# Saint-Félix-de-Kingsey
Saint-Félix-de-Kingsey [sɛ̃ feliks də kiŋze] est une municipalité du Québec située dans la région administrative du Centre-du-Québec et la municipalité régionale de comté de Drummond. Constituée en 1855, elle s'étend sur 126 kilomètres carrés.

## Toponymie
Le nom de la municipalité rappelle Félix de Valois et la ville de Kingsey, dans le comté d'Oxford, en Grande-Bretagne.

## Histoire
Les premières familles qui s'installent à Saint-Félix-de-Kingsey vers le début du XIXe siècle sont des Anglais, des Irlandais, puis finalement des Canadiens français. Le canton de Kingsey est proclamé en 1803. Le développement du village se fait lentement, et ce n'est qu'en 1850 que l'on inaugure la première église qui reçoit le nom de Saint-Félix-de-Kingsey.
Le 13 novembre 1999 la municipalité de Kingsey abandonne le statut de canton de Kingsey et adopte le nom actuel de Saint-Félix-de-Kingsey.

## Géographie
La municipalité est située au sud de Drummondville sur la rive droite rivière Saint-François qui en délimite l'ouest en coulant vers le nord.

## Démographie
| 1991  | 1996  | 2001  | 2006  | 2011  | 2016  | 2021  |
| ----- | ----- | ----- | ----- | ----- | ----- | ----- |
| 1 362 | 1 439 | 1 521 | 1 430 | 1 563 | 1 430 | 1 493 |

| Langue   | Population | Pct (%) |
| -------- | ---------- | ------- |
| Français | 1 405      | 90,65 % |
| Anglais  | 120        | 7,74 %  |
| Allemand | 20         | 1,29 %  |
| Italien  | 5          | 0,32 %  |

## Administration
Région Centre-du-Québec
Les élections municipales se font en bloc pour le maire et les six conseillers.
| Saint-Félix-de-Kingsey Maires depuis 2001                                                                            |                       |                 |          |
| Élection | Maire                 | Qualité         | Résultat |
| 2001 | Denys Fontaine        |                 | Voir     |
| 2005 | Paul-Ernest Deslandes |                 | Voir     |
| 2009 | Joëlle Cardonne       |                 | Voir     |
| 2013 | Thérèse Francoeur     |                 | Voir     |
| 2017 | Thérèse Francoeur     | Voir            |          |
| 2021 | Roger Leblanc         |                 | Voir     |
| janv. 2022 | Douglas Beard         | Maire suppléant | Voir     |
| mai 2022 | Sylvain Cormier       |                 | Voir     |
| Élection partielle en italique Depuis 2005, les élections sont simultanées dans toutes les municipalités québécoises |                       |                 |          |

## Attraits
Située en région montagneuse et bordée par la rivière Saint-François, la municipalité offre :
- un panorama du haut de la montagne, tout près de la croix éclairée
- le chemin de la rivière pour les randonnées à vélo
- les deux terrains de camping ouverts l'été
- les érablières
- les plantations d'arbres de Noël
- l'église anglicane Sydenham Place
- le temple et le cimetière anglicans de Trenholm
- l'église catholique du village[6].